# Aurelio Oehlers
Aurelio Oehlers (Almere, 5 februari 2004) is een Nederlands voetballer die als aanvaller voor FC Volendam speelt. Hij is een neef van Jaymillio Pinas.

## Carrière
Aurelio Oehlers speelde in de jeugd van Sporting Almere, ASC Waterwijk en AFC Ajax. Sinds 2017 speelt hij in de jeugd van FC Utrecht, waar hij in 2019 een contract tot medio 2023 speelde. Hij debuteerde in het betaald voetbal voor Jong FC Utrecht in de Eerste divisie op 19 december 2020, in de met 3-1 verloren uitwedstrijd tegen De Graafschap. Hij kwam in de 80e minuut in het veld voor Tim Pieters.
Op 29 juli 2024 tekende Oehlers een contract voor drie jaar bij FC Volendam, nadat zijn contract bij FC Utrecht eerder afliep en hij een paar weken op proef was in het Kras Stadion. Oehlers maakte in zijn vierde wedstrijd, op 31 augustus 2024, zijn eerste twee doelpunten voor FC Volendam, in het met 4–0 gewonnen thuisduel tegen TOP Oss. Oehlers kwam in zijn eerste seizoen in Volendam tot negenentwintig optredens, ware het merendeel als invaller. Oehlers won in zijn eerste seizoen met FC Volendam de titel in de Eerste divisie.

### Statistieken
| Seizoen                   | Club            | Land           | Competitie     | Competitie | Competitie | Beker | Beker | Totaal | Totaal |
| Seizoen                   | Club            | Land           | Competitie     | Wed.       | Dlp.       | Wed.  | Dlp.  | Wed.   | Dlp.   |
| ------------------------- | --------------- | -------------- | -------------- | ---------- | ---------- | ----- | ----- | ------ | ------ |
| 2020/21                   | Jong FC Utrecht | Nederland      | Eerste divisie | 6          | 1          | –     | –     | 6      | 1      |
| 2021/22                   | Jong FC Utrecht | Nederland      | Eerste divisie | 2          | 0          | –     | –     | 2      | 0      |
| 2022/23                   | Jong FC Utrecht | Nederland      | Eerste divisie | 17         | 1          | –     | –     | 17     | 1      |
| 2023/24                   | Jong FC Utrecht | Nederland      | Eerste divisie | 19         | 1          | –     | –     | 19     | 1      |
| 2024/25                   | FC Volendam     | Nederland      | Eerste divisie | 27         | 6          | 2     | 0     | 29     | 6      |
| Carrièretotaal            | Carrièretotaal  | Carrièretotaal | Carrièretotaal | 71         | 9          | 2     | 0     | 75     | 9      |
| Bijgewerkt op 1 juli 2025 |                 |                |                |            |            |       |       |        |        |